# Stadtbahn Houten

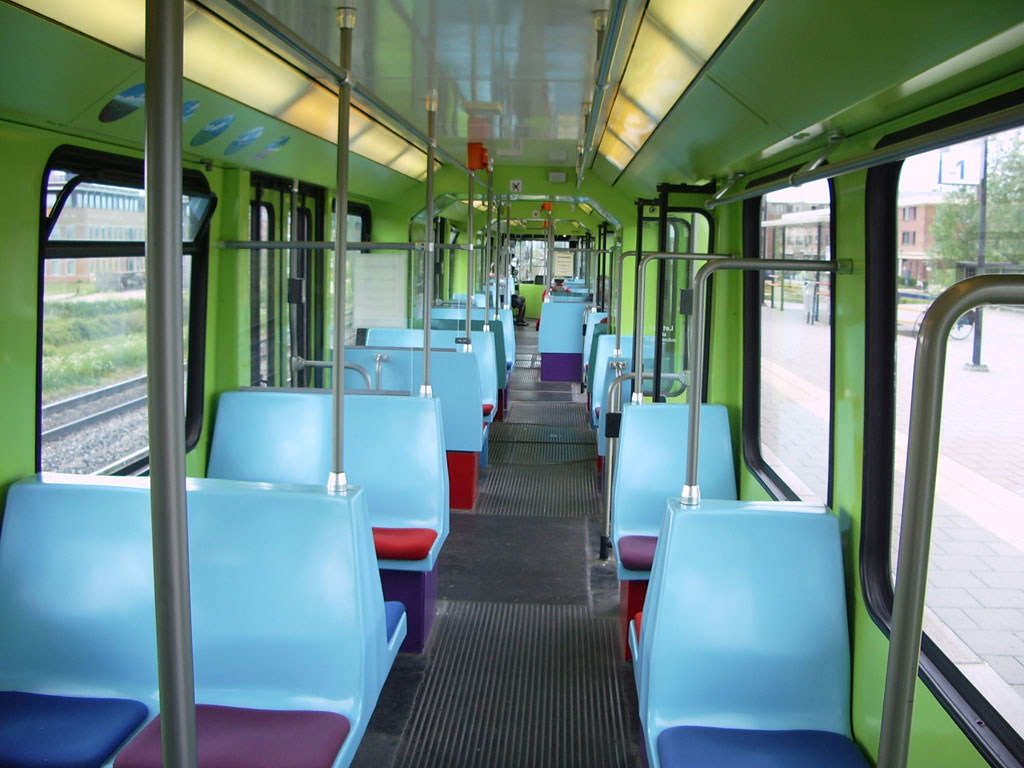
Innenansicht eines Zuges in Houten-Castellum

Die Stadtbahn Houten war eine provisorische Stadtbahnlinie in der niederländischen Stadt Houten. Sie verband von 2001 bis 2008 den damals neuen Houtener Stadtteil Castellum mit dem Houtener Bahnhof. Betreiber waren die niederländischen Staatsbahnen.

## Geschichte
Die Stadtbahn wurde am 8. Januar 2001 eröffnet, um den neuen Stadtteil Castellum im Süden Houtens zu erschließen.
Sie verlief auf gesamter Länge parallel zur Bahnstrecke Utrecht–Boxtel, welche zur Zeit des Stadtbahnbetriebs zweigleisig ausgebaut war. Ein weiterer Halt auf der Eisenbahnstrecke war aufgrund des vielen Verkehrs unmöglich.
Für den viergleisigen Ausbau der Strecke wurde die Stadtbahn 2008 stillgelegt, und am 12. Dezember 2010 wurde ein neuer Regionalbahnhalt in Houten-Castellum eröffnet.

## Fahrzeuge

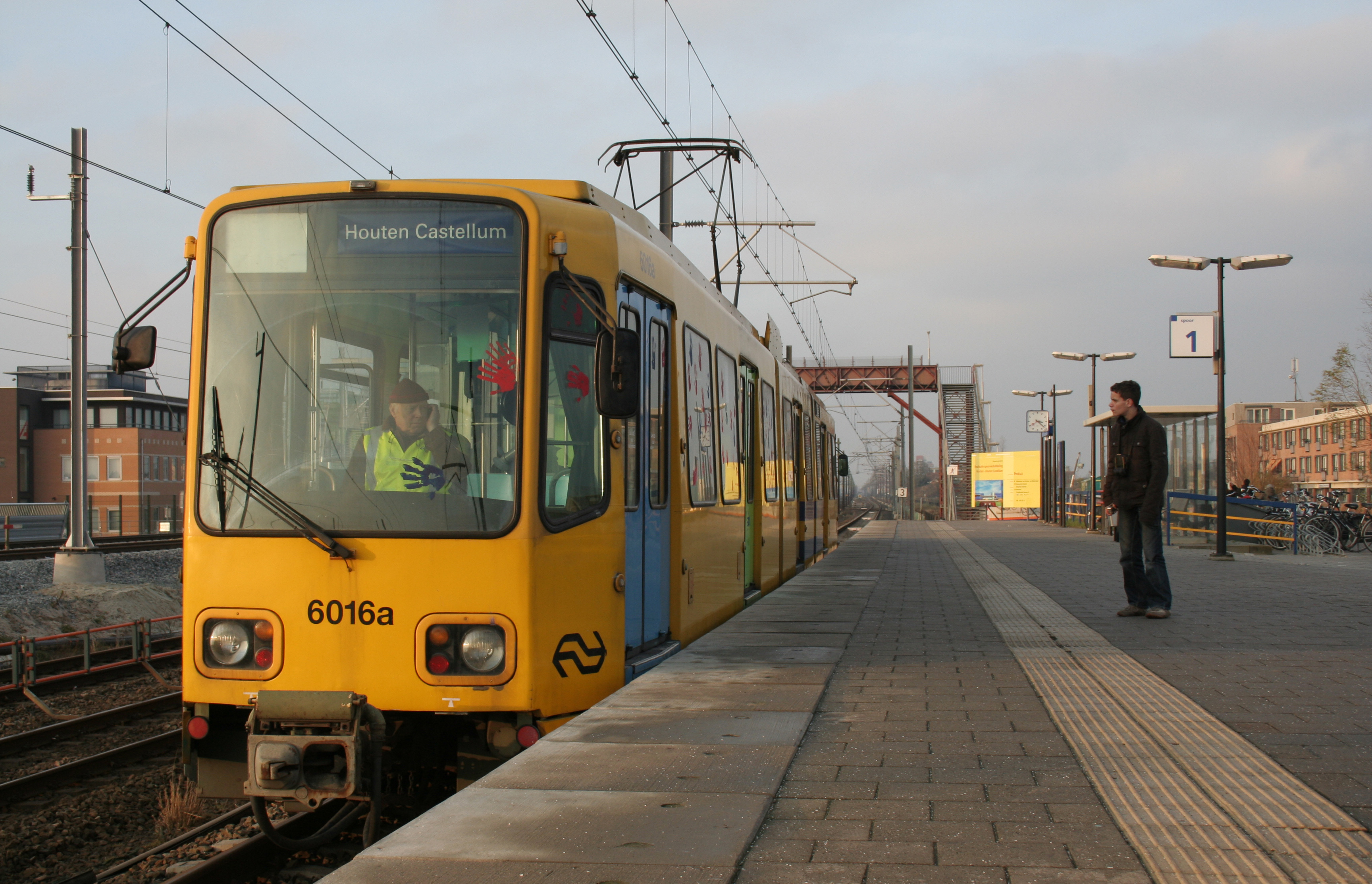
TW 6000 mit NS-Logo

Auf der Strecke fuhren TW 6000 mit den Nummern 6016 und 6021, welche gebraucht von der Stadtbahn Hannover übernommen wurden. Für den Einsatz auf der Strecke wurden in den Stadtbahnwagen Transformatoren installiert, welche die Fahrspannung von 1500 Volt auf 600 Volt Gleichstrom reduzierten.
Die Bahnen wurden vom Den Haager Verkehrsbetrieb Haagsche Tramweg Maatschappij gekauft und an die NS vermietet.
Jeweils eine Bahn war auf der Strecke im Einsatz, die andere wurde als Reserve vorgehalten. Nach dem Ende der Stadtbahn wurde Nr. 6016 verschrottet, 6021 hingegen kam zurück nach Hannover und wurde 2011 schließlich nach Budapest in Ungarn verkauft.
Das Personal der Stadtbahn kam zu Anfang von Gemeentevervoerbedrijf Utrecht (GVU, städtischer Verkehrsbetrieb Utrecht) und der HTM, wurde dann später durch Mitarbeiter der Staatsbahn ersetzt.

## Tickets
NS-Fahrkarten zum Bahnhof Houten galten auch für eine anschließende Einzelfahrt mit der Stadtbahn. Für Fahrgäste, die nur mit der Straßenbahn fahren wollten wurde eine Hin- und Rückfahrkarte angeboten.
Wegen der Integration in den Eisenbahntarif war die nationale Strippenkaart (welche bis 2009 auf allen niederländischen Bus-, Straßenbahn- und U-Bahnlinien, auf der Eisenbahn jedoch nur sehr eingeschränkt gültig war) auf der Strecke nicht gültig.

## Streckenverlauf
| Streckenlänge: | 2 km                 |                                               |                                               |
| Spurweite: | 1435 mm (Normalspur) |                                               |                                               |
| |                      |                                               |                                               |
| \| \| \| Bahnhof Houten \| \| \| \| Verbindung mit der Bahnstrecke Utrecht–Boxtel \| \| \| \| Houten-Castellum \|     |                      |                                               |                                               |
| Bahnhof · U-Bahn-Kopfbahnhof Streckenanfang (Strecke außer Betrieb)                                                   |                      | Bahnhof Houten                                | Bahnhof Houten                                |
| Abzweig mit U-Bahn geradeaus und ehemals nach links · U-Bahn-Abzweig geradeaus und von rechts (Strecke außer Betrieb) |                      | Verbindung mit der Bahnstrecke Utrecht–Boxtel | Verbindung mit der Bahnstrecke Utrecht–Boxtel |
| Strecke · U-Bahn-Kopfbahnhof Streckenende (Strecke außer Betrieb)                                                     |                      | Houten-Castellum                              | Houten-Castellum                              |